# Chiesa di Sant'Alberto (Sarteano)
La chiesa di Sant'Alberto è un edificio religioso cattolico di Sarteano, in provincia di Siena.

## Storia
La chiesa, costruita su disegno dell'architetto Giancarlo Petrangeli e dell'ingegnere Sergio Musumeci, fu consacrata il 28 maggio 1972. Situata sul colle Sant'Alberto, fu edificata su volere di Alfredo Fancioni in memoria del figlio Alberto.

## Descrizione
La chiesa, in cemento armato, ha la forma di una tenda.
La chiesa conserva al suo interno un altare in legno intagliato di bottega senese del XVIII secolo proveniente dall'altare maggiore del convento di San Bartolomeo in Solaia, con una tela della prima metà del XVII secolo raffigurante la Deposizione di Cristo, oltre ad altri arredi provenienti sempre dal convento.